# San Roberto Bellarmino (titolo cardinalizio)
San Roberto Bellarmino (in latino Titulus Sancti Roberti Bellarmino ad forum Hungariæ) è un titolo cardinalizio istituito nel 1969 da papa Paolo VI. Il titolo insiste sulla chiesa di San Roberto Bellarmino.
Dal 22 febbraio 2014 il titolare è il cardinale Mario Aurelio Poli, arcivescovo emerito di Buenos Aires.

## Titolari
- Pablo Muñoz Vega, S.I. (30 aprile 1969 - 3 giugno 1994 deceduto)
- Augusto Vargas Alzamora, S.I. (26 novembre 1994 - 4 settembre 2000 deceduto)
- Jorge Mario Bergoglio, S.I. (21 febbraio 2001 - 13 marzo 2013 eletto papa con il nome di Francesco)
- Mario Aurelio Poli, dal 22 febbraio 2014